# Ployer Peter Hill
Ployer Peter Hill (Newburyport, 24 ottobre 1894 – 30 ottobre 1935) è stato un aviatore e militare statunitense.

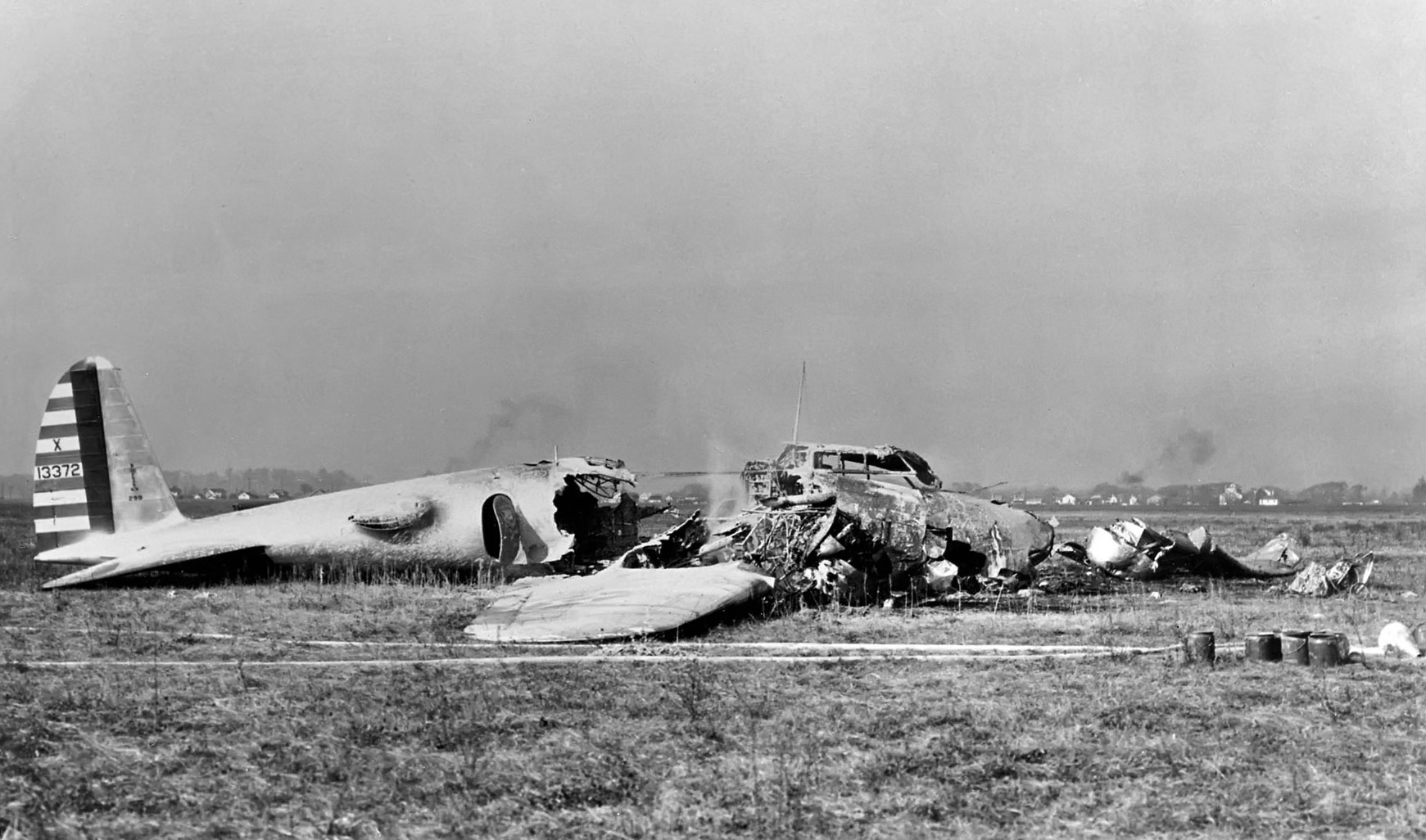
Il Model 299 distrutto al Wright Field, in Ohio.

Nel 1916 si laureò alla Brown University in ingegneria civile; nel 1918 ricevette i primi insegnamenti di aviazione alla Cornell university, al Camp Dix di Dallas (Texas) ed infine alla base aerea di Rantoul (Illinois). Dopodiché accettò un posto nell'esercito regolare ed operò come istruttore di volo, prima di ricevere gli insegnamenti per pilota di bombardieri.
Hill morì il 30 ottobre 1935 a causa delle gravi ferite conseguite a seguito di un incidente con il Model 299, un prototipo del bombardiere B-17 Flying Fortress, operativo durante la seconda guerra mondiale; venne seppellito a Newburyport, in Massachusetts, il 3 novembre 1935.
Nel 1939 il dipartimento di guerra degli USA rinominò l'area del Ogden Air Logistics Center in Hill Field in onore del maggiore Ployer Peter Hill.